# Броммаплан (станція метро)
59°20′18″ пн. ш. 17°56′22″ сх. д. / 59.338333° пн. ш. 17.939444° сх. д.
«Броммаплан» (швед. Brommaplan) — станція Зеленої лінії Стокгольмського метрополітену, обслуговується потягами маршрутів Т17, Т19.
Розташована за 10.5 км від станції Слюссен.
Пасажирообіг станції в будень —	13,400 осіб (2019)

Розташування: мікрорайон Ріксбю, район Бромма, Вестерот на заході міста Стокгольм.
Конструкція: відкрита естакадна станція з однією острівною прямою платформою.

## Історія
Станцію відкрито 1 жовтня 1944 року у складі Ängbybanan, що прямувала маршрутом Альвік — Ісландстор'єт.
«Ängbybanan» був розроблений і побудований за стандартами метрополітену, але експлуатувався з 1944 року як частина 11 лінії стокгольмського трамваю. 
Метростанцію відкрито 26 жовтня 1952 у складі черги зеленої лінії між станціями Гетор'єт і Веллінгбю. 

## Оздоблення
У рамках проекту «Мистецтво у Стокгольмському метро» станція отримала композицію зі скла, нержавіючої сталі та алюмінію, що відсилає до історії авіації та найближчого аеропорту Бромма. 
Художня робота була створена Пітером Сведбергом і встановлена в 1996 році 

## Операції
| Попередня станція           | Лінія | Лінія     | Лінія | Наступна станція         |
| --------------------------- | ----- | --------- | ----- | ------------------------ |
| Окесгов Кінцева             |       | Лінія T17 |       | Абрагамсберг до Скарпнек |
| Окесгов до Гессельбю-странд |       | Лінія T19 |       | Абрагамсберг до Гагсетра |